# ¿Por qué las mujeres siempre queremos más?
¿Por qué las mujeres siempre queremos más?  es una película franco-belga de 2005, del género comedia dirigida por Cécile Telerman. Es protagonizada por Anne Parillaud, Mathilde Seigner, Judith Godrèche, Mathias Mlekuz y Thierry Neuvic,

## Sinopsis
Marie (Judith Godrèche), es médico de un hospital público. Lleva ocho años casada con Pierre, un hombre excepcional que no aporta un céntimo a la economía familiar, y del que comienza a estar harta. Florence (Anne Parillaud), está casada con un importante empresario y es redactora en una agencia de publicidad, todo le va de maravilla ¿o quizá no?. Juliette (Mathilde Seigner) es una abogada sin dinero, que busca sin éxito y sin rumbo al amor de su vida entre hombres que no llenan sus expectativas. 
Tres mujeres unidas por sus problemáticas vidas amorosas, por mil sinsabores y por una amistad a prueba de bombas, que, ocasionalmente les permite huir fugazmente de los rigurosos ajetreos de la vida urbana para verse e intercambiar victorias y derrotas, alegrías y tristezas, una vez que bien entradas en la treintena han constatado que sus ideales han quedado enterrados en el olvido.

## Comentario
Comedia francesa escrita y dirigida por la debutante Cécile Telerman, y protagonizada por tres grandes actrices como Mathilde Seigner (La chica de París), Anne Parrillaud (Nikita) y Judith Godrèche (El hombre de la máscara de hierro)